# Aharon Awni

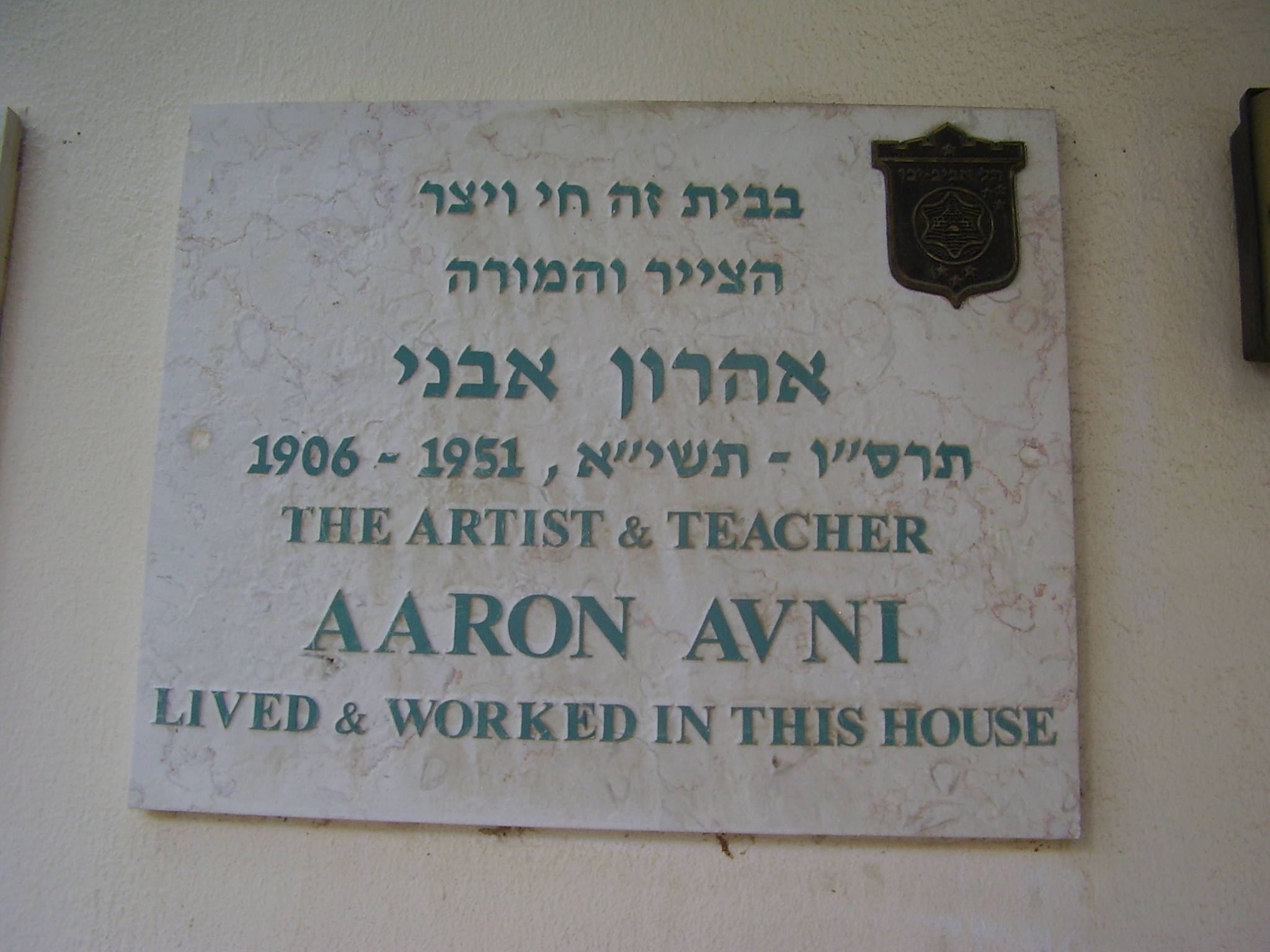
Tablica pamiątkowa na domu Aharona Awniego w Tel-Awiwie przy ulicy Chisin 21

Aharon Awni (hebr. אהרן אבני; ur. 14 listopada?/27 listopada 1906 w Jekaterynosławiu jako Aaron Kaminkowski, zm. 23 marca 1951 w Tel Awiwie) – izraelski malarz.
Urodził się w rodzinie inżyniera, po ukończeniu gimnazjum żydowskiego wyjechał do Moskwy, gdzie od 1923 do 1925 studiował w akademii sztuk pięknych, należał do He-Chaluc. W 1925 wyjechał do Mandatu Palestyny, kontynuował studia w Szkole Sztuk Pięknych i Rzemiosł Artystycznych Besaleel, ukończył je w 1928. Na początku lat 30. XX wieku wyjechał do Paryża, gdzie studiował w Académie de la Grande Chaumière, poznał tam Awigdora Stemackiego. Po powrocie do Mandatu Palestyny pracował w zarządzie miasta w Jaffie, w 1936 był współzałożycielem studium artystycznego Histadrutu. Z uczelnią tą był związany do końca życia, po śmierci został wybrany na patrona tej uczelni. W 1948 założył szkołę artystyczną, gdzie wykładał architekturę i matematykę. Zmarł w wyniku choroby nowotworowej w wieku 45 lat.
Dwukrotnie został uhonorowany Nagrodą Dizengoffa, w 1937 i 1948.